# Debrzyna
Dębrzyna [pronunciación en polaco: /dɛmˈbʐɨna/] es un pueblo ubicado en el distrito administrativo de Gmina Szczecinek, dentro del condado de Szczecinek, Voivodato de Pomerania Occidental, en el noroeste de Polonia.